# Gladioferens pectinatus
Gladioferens pectinatus är en kräftdjursart som först beskrevs av Brady 1899.  Gladioferens pectinatus ingår i släktet Gladioferens och familjen Centropagidae. Inga underarter finns listade i Catalogue of Life.